# Ласкари
Ласкари (итал. Lascari) је насеље у Италији у округу Палермо, региону Сицилија.
Према процени из 2011. у насељу је живело 2857 становника. Насеље се налази на надморској висини од 66 м.

## Становништво
| 1931. | 1936. | 1951. | 1961. | 1971. | 1981. | 1991. | 2001. | 2011. |
| ----- | ----- | ----- | ----- | ----- | ----- | ----- | ----- | ----- |
| 2.009 | 2.172 | 2.358 | 2.467 | 2.418 | 2.660 | 3.030 | 3.132 | 3.500 |